# Grey Gardens - Dive per sempre
Grey Gardens - Dive per sempre è un film per la TV del regista Michael Sucsy per il canale via cavo americano HBO, adattamento cinematografico del pluripremiato documentario del 1975 dei fratelli Albert e David Maysles.

## Trama
È la storia vera delle stravaganti Big e Little Edie Bouvier, zia e cugina di Jacqueline Kennedy, dal glorioso passato all'attuale isolamento nel completo degrado a East Hampton.

## Produzione
La pellicola, costata circa 12 milioni di dollari, è stata girata completamente in Canada, a Toronto al The Fairmont Royal York Hotel, Centre Island, Toronto Film Studios, Union Station e Valley Halla Estate (Rouge Park).
Il film si ispira a Grey Gardens, documentario diretto dai fratelli Albert e David Maysles nel 1973 poi completato con Ellen Hovde e Muffie Meyer e distribuito nel 1975; nel film comparivano le vere 'Big' Edith (all'epoca ottantenne) e la figlia 'Little' Edith.

## Distribuzione
Andato in onda per la prima volta su HBO il 18 aprile 2009, il film è stato presentato in anteprima in Europa il 21 giugno 2009 in Germania al Festival Großes Fernsehen. In Italia è andato in onda per la prima volta su Sky Cinema 1 il 20 febbraio 2011.

## Premi e riconoscimenti
- Primetime Emmy Awards
  - 2009 - Migliore film per la televisione
- Golden Globe
  - 2010 - Miglior mini-serie o film per la televisione
  - 2010 - Miglior attrice in una mini-serie o film per la televisione a Drew Barrimore